# Carex subandrogyna
Carex subandrogyna är en halvgräsart som beskrevs av Gerald A. Wheeler och Encarnación Rosa Guaglianone. Carex subandrogyna ingår i släktet starrar, och familjen halvgräs. Inga underarter finns listade i Catalogue of Life.